# 8500 Hori
8500 Hori è un asteroide della fascia principale. Scoperto nel 1990, presenta un'orbita caratterizzata da un semiasse maggiore pari a 2,9994184 UA e da un'eccentricità di 0,1412647, inclinata di 12,33118° rispetto all'eclittica.